# Marko Kmetec
Marko Kmetec (* 3. Januar 1976) ist ein ehemaliger slowenischer Fußballspieler. Der Stürmer, der 2008 eine mehrmonatige Dopingsperre absitzen musste, gewann in der Spielzeit 2002/03 den Titel des slowenischen Torschützenkönigs in der Slovenska Nogometna Liga.

## Werdegang
Kmetec begann seine Karriere bei ND Mura 05, den er bereits als Jugendlicher auf dem Fußballplatz vertreten hatte. Von dort wechselte er 1997 zum NK Maribor. Mit seinem neuen Klub gewann er die Meisterschaft 1998. Angeblich soll er seine Einsatzzeiten beim Klub unter Trainer Bojan Prašnikar aufgrund von Zahlungen seines Spielerberaters an den Trainer erhalten haben. Nach einer weiteren Halbserie verließ er jedoch den Klub und wechselte im Januar 1999 innerhalb der Liga zum NK Olimpija Ljubljana. Mit 16 Saisontoren war er in der Spielzeit 1999/2000 bester Torschütze seines Klubs und belegte hinter Kliton Bozgo, Oskar Drobne und Uroš Barut den vierten Platz in der Torschützenliste. Zum Saisonende erreichte er mit dem Klub zudem das Pokalfinale gegen NK Korotan. Nachdem das Hinspiel mit einer 1:2-Niederlage geendet hatte, trug er als Torschütze beim 2:0-Rückspielerfolg entscheidend zum Pokalsieg bei. Auch wenn er in der folgenden Spielzeit nicht mehr annähernd so torgefährlich war, spielte er an der Seite von Sebastjan Cimirotič, Ermin Rakovič, Dušan Kosic und Ismet Muniši um den Meistertitel, musste sich aber mit der Mannschaft mit zwei Punkten Rückstand auf seinen alten Klub NK Maribor mit der Vizemeisterschaft begnügen. Der Klub verlieh Kmetec für die anschließende Spielzeit 2001/02 an den Ligarivalen NK Korotan. Dort trug er mit fünf Saisontoren zum Klassenerhalt als Tabellenzehnter bei.
Nach seiner Rückkehr zu NK Olimpija etablierte sich Kmetec wieder im Sturm des Klubs. An der Seite von Miran Pavlin, Anton Žlogar und Blaž Puc zeigte er wieder seine alte Torgefahr und platzierte sich mit 23 Saisontoren vor Marko Vogric, Ramiz Smajlovic und Dražen Žeželj an der Spitze der Torschützenliste. Dennoch reichte er mit dem dritten Tabellenplatz nur zum Erreichen des Europapokals. Auch im folgenden Jahr traf er zweistellig, mit seinen 16 Saisontoren belegte er hinter Žeželj den zweiten Rang der Torschützenliste. Hinter ND Gorica reichte es erneut nur zur Vizemeisterschaft.
Nachdem NK Olimpija in finanzielle Probleme gekommen war und Gehaltszahlungen nicht rechtzeitig auszahlen konnte, verließ Kmetec wie einige weitere Spieler nach Saisonende im Sommer 2004 den Klub. Neuer Klub des Stürmers war der zyprische Klub Ethnikos Achnas, mit dem er zunächst gegen den Abstieg spielte. In der Spielzeit 2005/06 erzielte er elf Tore und trug somit dazu bei, dass sich die Mannschaft für den UEFA Intertoto Cup qualifizierte. Nach Erfolgen über FK Partizani Tirana, NK Osijek und Maccabi Petach Tikwa erreichte er mit ihr die zweite Qualifikationsrunde des UEFA-Pokals 2006/07. An der Seite von Christos Kotsonis, Goran Grkinić und seinem Landsmann Patrik Ipavec setzte sich der Klub dort gegen den belgischen Vertreter KSV Roeselare durch, scheiterte aber anschließend in der ersten Hauptrunde am RC Lens.
Im Sommer 2007 verließ Kmetec Zypern, nachdem er mit dem Klub als Tabellenvierter erneut in den UEFA Intertoto Cup einzog, und kehrte nach Slowenien zurück. Neuer Klub wurde der Erstligist NK Drava Ptuj. Als regelmäßiger Torschütze unterstützte er den Klub im Kampf um den Klassenerhalt. Im April 2008 wurde er bei einer Dopingprobe positiv getestet. Nach Bekanntgabe des Ergebnisses Mitte Mai wurde er bis zum Ende des Jahres gesperrt und von seinem Verein entlassen.
Nach Ablauf der Sperrfrist zu Beginn des Jahres 2009 kehrte Kmetec als Stürmer des Zweitligisten ND Mura 05, bei dessen Vorgängerverein er seine Karriere gestartet hatte, auf den Fußballplatz zurück. Bis zum Saisonende lief er für den Klub auf, mit dem er als Tabellenvierter den Aufstieg verpasste. Anschließend schloss er sich dem Ligarivalen Aluminij Kidricevo an und beendete hier auch im Dezember 2012 seine Profikarriere.